# Улик Берк, 1-й маркиз Кланрикард
Улик Макричард Берк, 1-й маркиз Кланрикард, 5-й граф Кланрикард, 2-й граф Сент-Олбанс, также известен как Улик де Бург (англ. Ulick Burke, 1st Marquess of Clanricarde; 1604, Лондон — июль 1657, Кент) — ирландский дворянин и пэр, участник Войн Трех Королевств. Лорд Кланрикард был католическим роялистом, который командовал ирландскими войсками на более поздних стадиях Кромвелевского завоевания Ирландии. Он получил титул маркиза Кланрикарда в 1646 году.
Титулатура: 2-й виконт Тонбридж из графства Кент (с 12 ноября 1635 года), 5-й барон Данкеллин (с 12 ноября 1635), 5-й граф Кланрикард (с 12 ноября 1635), 2-й барон Сомерхилл (с 12 ноября 1635), 2-й граф Сент-Олбанс из графства Хартфордшир (с 12 ноября 1635), 2-й барон Иманни из провинции Коннахт (с 12 ноября 1635), 2-й виконт Голуэй в провинции Коннахт (с 12 ноября 1635), 1-й маркиз Кланрикард (с 21 февраля 1646 года), 3-й виконт Берк из Кланмориса в графстве Мейо (с ок. 1650 года).

## Ранние годы
Родился в 1604 году в Лондоне. Единственный сын Ричарда Берка, 4-го графа Кланрикарда (1572—1635), от его жены Фрэнсис Уолсингем (1567—1633). Отец Улика происходил из англо-нормандской семьи, которая давно обосновалась на западе Ирландии и стала гэльской. Хотя в начале XVI века семья несколько раз восставала против английской короны, отец Улика был решительным сторонником королевы Елизаветы I Тюдор. Он сражался на стороне королевы во время Девятилетней войны, особенно во время победы в битве при Кинсейле, где был ранен. После войны он женился на вдове Роберта Деверё, 2-го графа Эссекса, и дочери английского государственного секретаря и шпиона сэра Фрэнсиса Уолсингема.
Имел чин подполковника в отцовском полку. В 1636 году он занимал должность губернатора графства Голуэй. 20 мая 1638 года в Виндзоре, графство Беркшир, Англия, Улик Берк был пожалован в рыцари. Он занимал посты генерал-лейтенанта и главнокомандующего Коннахта. В 1645 году он был назначен членом Тайного совета Ирландии. В 1646—1649 годах он занимал чин генерал-лейтенанта ирландской армии. В 1650—1652 годах он занимал должность заместителя лорда-наместника Ирландии.
Улик Берк был вызван в Палату лордов в качестве лорда Бурга в 1628 году и сменил своего отца на посту 5-го графа Кланрикарда в 1635 году. В 1636 году после смерти отца он унаследовал Сомерхилл-хаус. Он был ярым противником политики лорда-наместника Ирландии, Томаса Уэнтуорта, 1-го графа Страффорда, который пытался конфисковать обширные владения клана Берков в Коннахте в пользу короны. Между наместником и Уликом Берком была также личная неприязнь, поскольку данный спор был причиной смерти пожилого отца Улика. Он заседал в Коротком парламенте 1640 года и присутствовал во время экспедиции короля Карла I в Шотландию. Английский король Карл I, в отличие от графа Страффорда, любил лорда Кланрикарда и доверял ему.

## Войны Трех Королевств
Сомерхилл-хаус был конфискован английским парламентом в 1645 году, после сражения при Нейзби. В время Ирландских Конфедеративных войн лорд Кланрикард поддерживал лидера роялистов Джеймса Батлера, маркиза Ормонда, в защите Ирландии на стороне Карла I Стюарта против восставшего парламента, объединив католическую и протестантскую знать (он был католиком). Он не присоединился к католической Конфедерации Ирландии, а вместо этого помог заключить военный союз между конфедератами и английскими роялистами. Он командовал войсками этого союза во время Кромвелевского завоевания Ирландии, после того как лорд Ормонд бежал из страны, и его солдаты из Коннахта одержали незначительную победу над парламентариями в битве при Текрогане (19 июня 1650 года). Однако всего через несколько месяцев его армия была уничтожена в битве за остров Милик (25 октября 1650 года). Лорд Кланрикард был искусным дипломатом, но не хорошим солдатом. Подобно маркизу Ормонду, маркизу Кланрикарду не доверяло большинство католиков в Ирландии (он считался другом пресловутого Чарльза Кута), и поэтому он не был способен остановить парламентское завоевание страны. Он также был широко известен как человек, чьи действия были почти полностью подчинены личным интересам.

## Последние годы жизни
В 1652 году Улик Берк, маркиз Кланрикард, заключил мир с победоносным Оливером Кромвелем. Он потерял свои земли в Акте об устроении 1652 года, но его наследники восстановили их после реставрации Карла II Стюарта в Акте о поселении 1662 года.
В июле 1657 года Улик Берк, 1-й маркиз Кланрикард, скончался в своем поместье Сомерхилл-хаус, графство Кент, Англия. Он был похоронен в тонбридже, графство Кент, Англия. После его смерти маркизат угас, а титул графа Кланрикарда и дополнительные титулы унаследовал его двоюродный брат, Ричард Берк, 6-й граф Кланрикард (? — 1666), старший сын сэра Уильяма Берка (? — 1625) и Джоан О’Шонесси.

## Семья
В декабре 1622 года Улик Берк женился на леди Энн Комптон (? — 17 августа 1675), единственной дочери Уильяма Комптона, 1-го графа Нортгемптона, и его жены Элизабет Спенсер. В этом браке родилась дочь Маргарет (умерла 14 августа 1698), которая трижды была замужем.
- 1-й муж Чарльз Маккарти, виконт Маскерри (1633/1634 — 1665), от брака с которым у неё было сын Чарльз, 2-й граф Кланкарти, и дочь Фрэнсис.
- 2-й муж с 1676 года Роберт Вильерс (ок. 1656 — ок. 1684), сын Роберта Данверса[англ.], который сам был предполагаемым сыном Джона Вильерса, виконта Пурбека. У супругов был один сын Джон Вильерс (1677—1723).
- 3-й муж — полковник Роберт Филдинг[англ.] (1650/1651 — 1712).